# بالایا
بالایا (به لاتین: Balaleya) یک منطقهٔ مسکونی در بلغارستان است که در شهرستان دریانوو واقع شده‌است.